# Emmanuelle Debever
Emmanuelle Debever (Marsiglia, 8 agosto 1963 – Parigi, 7 dicembre 2023) è stata un'attrice francese.

## Biografia
Salì alla ribalta all'inizio degli anni '80 con la serie televisiva Joëlle Mazart, sequel della popolarissima Pause café, interpretata da Véronique Jannot.
Nel 1983 interpretò il personaggio principale di Un jeu brutal di Jean-Claude Brisseau, al fianco di Bruno Cremer. Nello stesso anno ebbe il ruolo di Louison, la giovanissima moglie di Danton, interpretato da Gérard Depardieu, nell'omonimo film di Andrzej Wajda.
Nel giugno 2019 su Facebook, dopo aver appreso che un'indagine per stupro contro Gérard Depardieu era stata archiviata, accusò l'attore di comportamenti inappropriati che avrebbero avuto luogo durante le riprese del film Danton di Andrzej Wajda. Le sue rivelazioni dapprima apparvero inosservate, ma vennero poi a galla al momento della sua morte.
Emmanuelle Debever è morta il 7 dicembre 2023 all'età di 60 anni. Secondo Camille Nevers, giornalista di Libération, l'attrice si sarebbe suicidata gettandosi nella Senna il giorno della trasmissione del programma televisivo Complement d'enquête, nel quale testimoniò contro Gérard Depardieu.

## Filmografia
- Douce enquête sur la violence, regia di Gérard Guérin (1982)
- Danton, regia di Andrzej Wajda (1983)
- Un jeu brutal, regia di Jean-Claude Brisseau (1983)
- Vive la sociale!, regia di Gérard Mordillat (1983)
- Le Grain de sable, regia di Pomme Meffre (1983)
- Attention, une femme peut en cacher une autre!, regia di Georges Lautner (1983)
- Paris vu par... 20 ans après, regia di Bernard Dubois (1984)